# Brieulles-sur-Bar
Brieulles-sur-Bar è un comune francese di 215 abitanti situato nel dipartimento delle Ardenne nella regione del Grand Est.

## Società

### Evoluzione demografica
Abitanti censiti